# Turáni átok
A turáni átok legendája szerint a magyarok közötti viszálykodás egy ősi átok következménye. Az átok eredete eltér a különböző változatokban, egyesekben a Szent István által üldözött táltosoktól ered, mások még régebbre mennek vissza, de mindegyikben közös az átok: a magyarok közt legyen széthúzás, ellenségeskedés.
Vörösmarty Mihály 1832-ben írta Az átok című versét (Aurora hazai almanch 1833), amelyben a széthúzás eredetét a honfoglalás kori átokban látja.
| Vörösmarty Mihály Az átok „Férfiak!” így szólott Pannon vészistene hajdan, „Boldog földet adok, víjatok érte, ha kell.” S víttanak elszántan nagy bátor nemzetek érte, S véresen a diadalt végre kivítta magyar. Ah de viszály maradott a népek lelkein: a föld Boldoggá nem tud lenni ez átok alatt. – 1832 |

A legenda valószínűleg a 19. század második felében keletkezett, korábbi ismert említése nincsen, és a magyarság turáni eredete is csak Max Müller német nyelvész 1861-es Nyelvtudomány című munkája nyomán terjedt el a köztudatban. A konkrét „turáni átok” szóösszetétel legkorábbi említése Herczeg Ferenc író és publicista nevéhez fűződik.